# Seseli validum
Seseli validum är en flockblommig växtart som beskrevs av Josef Velenovský. Seseli validum ingår i släktet säfferötter, och familjen flockblommiga växter. Inga underarter finns listade i Catalogue of Life.